# Leucophenga zebra
Leucophenga zebra är en tvåvingeart som beskrevs av Bock 1979. Leucophenga zebra ingår i släktet Leucophenga och familjen daggflugor. Inga underarter finns listade i Catalogue of Life.